# 크리스마스에 눈이 올까요?
《크리스마스에 눈이 올까요?》는 2009년 12월 2일부터 2010년 1월 28일까지 방영된 SBS 드라마 스페셜이며 고수(차강진 역)가 군 제대 후 해당 작품으로 안방극장에 돌아왔고 해당 작품에 앞서 KBS 2TV 《추노》캐스팅 물망에 올랐으나 시작 전에 해당 작품으로 가버려 《추노》 출연이 좌절됐으며 2005년 10월 중견 사업가와 결혼하면서 2004년 같은 채널 아침연속극 《청혼》을 끝으로 드라마 활동을 중단했지만 2008년 8월 이혼의 아픔을 겪었던 조민수 (차춘희 역)가 해당 작품으로 드라마 복귀를 했다.

## 기획 의도
오지랖 넓은 명랑 소녀 한지완과 술집 작부의 아들이라는 멍에를 지닌 차강진은 만나고 싸우고 운명적으로 끌리지만, 뜻하지 않은 사건으로 헤어진 뒤 다시 만나게 되는 휴먼 멜로 드라마

## 등장 인물

### 주요 인물
- 고수 : 차강진 역 (아역 : 김수현)
- 한예슬 : 한지완 역 (아역 : 남지현)
- 송종호 : 박태준 역
- 선우선 : 이우정 역

### 강진의 주변 인물
- 조민수 : 차춘희 역 - 강진의 어머니, ‘못잊어 다방’ 운영
- 김기방 : 차부산 역 (아역 : 서재욱) - 강진의 동생 (아버지가 다름)
- 김광민 : 서재현 역 - 범서건축 디자인 3팀장, 강진의 학교와 회사 선배
- 민지영 : 미스 신 역 - 산청의 ‘못잊어 다방’ 레지

### 지완의 주변 인물
- 천호진 : 한준수 역 - 지완의 아버지, 영숙의 남편, 춘희의 첫사랑
- 김도연 : 서영숙 역 - 지완의 어머니, 준수의 아내, 춘희의 친구
- 송중기 : 한지용 역 - 지완의 오빠
- 석진이 : 이진경 역 (아역 : 한은서) - 지완의 고등학교 동창, 준수네 한의원 서무
- 김인태 : 노 교수 역 - 한의대 교수

### 그 외
- 김성오 : 성민 역
- 박상규 : 이 회장 역
- 백은경 : 희영 역
- 이주연
- 홍성숙
- 조문의

### 특별출연
- 김형범 : 김정필 역
- 김광규 : 차강진 담임 선생님 역
- 김동균 : 작은사장님 역

## 시청률
아래의 파란색 숫자는 '최저 시청률'이고, 빨간색 숫자는 '최고 시청률'입니다. 시청률조사회사와 지역별로 시청률에 차이가 있을 수 있습니다.
| 2009년 | 2009년    | 2009년         | 2009년         |
| 회차   | 방송일    | TNmS 시청률    | AGB 시청률     |
| 회차   | 방송일    | 대한민국(전국) | 대한민국(전국) |
| ------ | --------- | -------------- | -------------- |
| 1화    | 12월 2일  | 8.6%           | 9.3%           |
| 2화    | 12월 3일  | 7.7%           | 8.4%           |
| 3화    | 12월 9일  | 7.2%           | 6.7%           |
| 4화    | 12월 10일 | 7.8%           | 8.9%           |
| 5화    | 12월 16일 | 9.9%           | 8.7%           |
| 6화    | 12월 17일 | 9.4%           | 9.0%           |
| 7화    | 12월 23일 | 16.4%          | 14.8%          |
| 8화    | 12월 24일 | 15.6%          | 14.8%          |
| 2010년 |           |                |                |
| 9화    | 1월 6일   | 14.5%          | 13.9%          |
| 10화   | 1월 7일   | 12.7%          | 12.2%          |
| 11화   | 1월 13일  | 10.8%          | 10.6%          |
| 12화   | 1월 14일  | 11.5%          | 11.7%          |
| 13화   | 1월 20일  | 9.7%           | 11.0%          |
| 14화   | 1월 21일  | 10.7%          | 10.2%          |
| 15화   | 1월 27일  | 9.1%           | 9.7%           |
| 16화   | 1월 28일  | 10.9%          | 9.6%           |

## 경쟁 프로그램
- 아이리스 (KBS2, 2009년 10월 14일 ~ 2009년 12월 17일)
- 추노 (KBS2, 2010년 1월 6일 ~ 2010년 3월 25일)
- 히어로 (MBC, 2009년 11월 18일 ~ 2010년 1월 14일)
- 아직도 결혼하고 싶은 여자 (MBC, 2010년 1월 20일 ~ 2010년 3월 11일)

## 같이 보기
- 크리스마스 영화 목록